# François Pomiès
Pour les articles homonymes, voir Pomiès.
François Pomiès est un homme politique français né le 22 décembre 1750 à Saint-Antonin-Noble-Val (Tarn-et-Garonne) où il meurt le 3 avril 1844.

## Biographie
Assesseur du procureur de police en 1773, il est lieutenant de maire, puis maire de Saint-Antonin. Juge de paix, il est député de l'Aveyron de 1791 à 1792. Redevenu maire en 1800, il est président du canton en 1804 puis conseiller général en 1816.